# Jens Boden
Jens Boden (Dresden, 29 augustus 1978) is een Duits voormalig langebaanschaatser en Olympisch medaillewinnaar.
Hij werd in 2002 Duits kampioen op de 5000 meter en won de bronzen medaille op de Winterspelen in Salt Lake City van dat jaar.
Op 9 maart 2007 gaf Boden aan dat hij ging stoppen met schaatsen, zodat hij meer tijd met zijn familie kon doorbrengen en om zijn studie weer op te pakken.

## Persoonlijke records
| Afstand      | Tijd     | Datum            | Baan           |
| ------------ | -------- | ---------------- | -------------- |
| 500 meter    | 38,90    | 22 januari 2000  | Calgary        |
| 1000 meter   | 1.17,06  | 5 december 1999  | Berlijn        |
| 1500 meter   | 1.53,14  | 26 januari 2002  | Calgary        |
| 3000 meter   | 3.47,75  | 5 november 2005  | Calgary        |
| 5000 meter   | 6.20,15  | 19 november 2005 | Salt Lake City |
| 10.000 meter | 13.23,43 | 22 februari 2002 | Salt Lake City |